# Mirosława Chełczyńska
Mirosława Chełczyńska, po mężu Wąsowska (ur. 17 grudnia 1953) – polska lekkoatletka, płotkarka, specjalizująca się w biegu na 400 metrów przez płotki, medalistka mistrzostw Polski.

## Kariera sportowa
Była zawodniczką Polonii Warszawa.
Na mistrzostwach Polski seniorek na otwartym stadionie wywalczyła jeden medal - brązowy w biegu na 400 metrów przez płotki w 1976. 
Rekord życiowy w biegu na 400 m ppł: 59,88 (28.08.1976).